# Base (minialbum)
Base – pierwszy solowy minialbum Jonghyuna, wydany 12 stycznia 2015 roku przez SM Entertainment i dystrybuowany przez KT Music. Płytę promowały single „Déjà-Boo” (kor. 데자-부 (Déjà-Boo)) oraz „Crazy (Guilty Pleasure)”. Minialbum sprzedał się w liczbie 76 140 egzemplarzy w Korei Południowej (stan na grudzień 2017 r.).

## Lista utworów
| Nr | Tytuł                                                                                              | Słowa              | Kompozycja                                                                                | Aranżacja                                                                                 | Czas |
| -- | -------------------------------------------------------------------------------------------------- | ------------------ | ----------------------------------------------------------------------------------------- | ----------------------------------------------------------------------------------------- | ---- |
| 1. | "Déjà-Boo" (kor. 데자-부 (Déjà-Boo)) (feat. Zion.T)                                                | Jonghyun           | Jonghyun, Zion.T, We Freaky                                                               | Philtre                                                                                   | 3:31 |
| 2. | "Crazy (Guilty Pleasure)" (feat. Iron)                                                             | Jonghyun, Iron     | Uwe Fahrenkrog-Petersen, Jean Beauvoir, Anne Judith Wik, Robin Jenssen, Martin Mulholland | Uwe Fahrenkrog-Petersen, Jean Beauvoir, Anne Judith Wik, Robin Jenssen, Martin Mulholland | 3:34 |
| 3. | "Hallelujah" (kor. 할렐루야 (Hallelujah))                                                          | Jonghyun, Wheesung | Im Gwang-ok, Martin Mulholland, Nermin Harambasic                                         | Im Gwang-ok, James "Keyz" Foye                                                            | 3:20 |
| 4. | "Love Belt" (feat. Younha)                                                                         | Jonghyun           | Jonghyun, We Freaky                                                                       | SCORE                                                                                     | 3:33 |
| 5. | "NEON"                                                                                             | Jonghyun           | Jonghyun, Deez                                                                            | Jonghyun, Deez                                                                            | 3:31 |
| 6. | "MONO-Drama" (kor. 일인극 (MONO-Drama) Iringeuk (MONO-Drama))                                      | Jonghyun           | The Underdogs, Eric Dawkins                                                               | The Underdogs, Eric Dawkins                                                               | 4:16 |
| 7. | "Beautiful Tonight" (kor. 시간이 늦었어 (Beautiful Tonight) Sigani Neujeosseo (Beautiful Tonight)) | Jonghyun, Sojin    | Jonghyun                                                                                  | Lee Yoon-jae                                                                              | 3:50 |
| 8. | "Fortune Cookie" (kor. 포춘쿠키 (Fortune Cookie)) (hidden track)                                   | Jonghyun           | Jonghyun, We Freaky, Hitchhiker                                                           | Hitchhiker                                                                                | 2:42 |

## Notowania
| Lista                        | Pozycja |
| ---------------------------- | ------- |
| Gaon Weekly Album Chart      | 1       |
| Gaon Monthly Album Chart     | 2       |
| Gaon Yearly Album Chart      | 35      |
| Billboard World Albums       | 1       |
| Billboard Heatseekers Albums | 20      |
| Five Music (Tajwan)          | 1       |